# Primera División de Tonga 2020
La Primera División de Tonga 2020 fue la edición número 41 de la Primera División de Tonga.

## Participantes
- Fahefa FC
- Ha'amoko United Youth
- Lavengatonga FC
- Longoteme FC
- Marist Prems
- Navutoka FC
- SC Lotoha'apai
- Veitongo FC
- Nukuhetulu FC
- Ahau FC
- Folaha
- Toloa
- Halafuoleva
- Halatahi
- Fua'amotu
- Kolomutu'a
- Popua
- Houamkelikao
- Longolongo
- Fasi & Afi
- Ha'ateiho
- 'Isileli Kapeta

## Fase de grupos
Actualizado el 22 de diciembre de 2020.

### Grupo A
| Pos. | Equipo              | Pts. | PJ | PG | PE | PP | GF | GC | Dif. |
| ---- | ------------------- | ---- | -- | -- | -- | -- | -- | -- | ---- |
| 1.º  | Lavengatonga FC (Q) | 28   | 10 | 9  | 1  | 0  | 0  | 0  | 0    |
| 2.º  | Longoteme FC (Q)    | 24   | 10 | 8  | 0  | 2  | 0  | 0  | 0    |
| 3.º  | SC Lotoha'apai (Q)  | 23   | 10 | 7  | 2  | 1  | 0  | 0  | 0    |
| 4.º  | Folaha (Q)          | 18   | 10 | 5  | 3  | 2  | 0  | 0  | 0    |
| 5.º  | Toloa (Q)           | 16   | 10 | 5  | 1  | 4  | 0  | 0  | 0    |
| 6.º  | Kolomutu'a (Q)      | 13   | 10 | 4  | 1  | 5  | 0  | 0  | 0    |
| 7.º  | Fahefa FC (Q)       | 13   | 10 | 4  | 1  | 5  | 0  | 0  | 0    |
| 8.º  | Halafuoleva (Q)     | 12   | 10 | 4  | 0  | 6  | 0  | 0  | 0    |
| 9.º  | Ahau FC             | 8    | 10 | 2  | 2  | 6  | 0  | 0  | 0    |
| 10.º | Halatahi            | 4    | 10 | 1  | 1  | 8  | 0  | 0  | 0    |
| 11.º | Fua'amotu           | 0    | 10 | 0  | 0  | 10 | 0  | 0  | 0    |

|  | Playoffs (Q) |

### Grupo B
| Pos. | Equipo                    | Pts. | PJ | PG | PE | PP | GF | GC | Dif. |
| ---- | ------------------------- | ---- | -- | -- | -- | -- | -- | -- | ---- |
| 1.º  | Veitongo FC (Q)           | 30   | 10 | 10 | 0  | 0  | 0  | 0  | 0    |
| 2.º  | Navutoka FC (Q)           | 25   | 10 | 8  | 1  | 1  | 0  | 0  | 0    |
| 3.º  | Popua (Q)                 | 19   | 10 | 6  | 1  | 3  | 0  | 0  | 0    |
| 4.º  | Ha'amoko United Youth (Q) | 19   | 10 | 6  | 1  | 3  | 0  | 0  | 0    |
| 5.º  | Houamkelikao (Q)          | 18   | 10 | 6  | 0  | 4  | 0  | 0  | 0    |
| 6.º  | Nukuhetulu FC (Q)         | 16   | 10 | 5  | 1  | 4  | 0  | 0  | 0    |
| 7.º  | Marist Prems (Q)          | 16   | 10 | 5  | 1  | 4  | 0  | 0  | 0    |
| 8.º  | Longolongo (Q)            | 10   | 10 | 3  | 1  | 6  | 0  | 0  | 0    |
| 9.º  | Fasi & Afi                | 3    | 10 | 1  | 0  | 9  | 0  | 0  | 0    |
| 10.º | Ha'ateiho                 | 1    | 10 | 0  | 1  | 9  | 0  | 0  | 0    |
| 11.º | 'Isileli Kapeta           | 1    | 10 | 0  | 1  | 9  | 0  | 0  | 0    |

|  | Playoffs (Q) |

## Playoffs

### Octavos de final
| Local                 | Resultado       | Visita        |
| --------------------- | --------------- | ------------- |
| Veitongo FC           | 20 - 1          | Halafuoleva   |
| Longoteme FC          | 8 - 1           | Marist Prems  |
| Ha'amoko United Youth | 7 - 1           | Toloa         |
| SC Lotoha'apai        | (Penales 5-4)   | Nukuhetulu FC |
| Folaha                | 2 - 0           | Houamkelikao  |
| Popua                 | (Penales 11-10) | Kolomutu'a    |
| Navutoka FC           | 3 - 0           | Fahefa FC     |
| Lavengatonga FC       | 6 - 0           | Longolongo    |

### Cuartos de final
| Local           | Resultado | Visita                |
| --------------- | --------- | --------------------- |
| Longoteme FC    | 4 - 2     | Popua                 |
| Navutoka FC     | 1 - 0     | Nukuhetulu FC         |
| Lavengatonga FC | 4 - 0     | Ha'amoko United Youth |
| Veitongo FC     | 2 - 1     | Folaha                |

### Semifinales inferiores (5.º-8.º lugar)
| Local                 | Resultado | Visita        |
| --------------------- | --------- | ------------- |
| Folaha                | 3 - 0     | Popua         |
| Ha'amoko United Youth | 1 - 2     | Nukuhetulu FC |

### Semifinales
| Local        | Resultado      | Visita          |
| ------------ | -------------- | --------------- |
| Longoteme FC | 0 - 2          | Veitongo FC     |
| Navutoka FC  | (Penales 9-10) | Lavengatonga FC |

### Séptimo Lugar
| Local                 | Resultado   | Visita |
| --------------------- | ----------- | ------ |
| Ha'amoko United Youth | Desconocido | Popua  |

### Quinto Lugar
| Local  | Resultado   | Visita        |
| ------ | ----------- | ------------- |
| Folaha | Desconocido | Nukuhetulu FC |

### Tercer Lugar
| Local       | Resultado   | Visita       |
| ----------- | ----------- | ------------ |
| Navutoka FC | Desconocido | Longoteme FC |

### Final
| Local           | Global | Visita          |
| --------------- | ------ | --------------- |
| Veitongo FC (C) | 4 - 1  | Lavengatonga FC |

| Bandera de Tonga                |
| Campeón Veitongo FC 6.to título |